# Mount F. L. Smith
Mount F. L. Smith ist ein 2635 m hoher Berg in der antarktischen Ross Dependency. In der Königin-Alexandra-Kette ragt er etwa 1,6 km nordöstlich des Mount Fox auf. 
Teilnehmer der Nimrod-Expedition (1907–1909) unter der Leitung des britischen Polarforschers Ernest Shackleton entdeckten ihn. Shackleton benannte ihn nach Finlay L. Smith (1829–1911), einem schottischen Tabakproduzenten und Sponsor der Forschungsreise.